# Sant Antoni de Cervera
Sant Antoni de Cervera és una obra de Cervera (Segarra) inclosa a l'Inventari del Patrimoni Arquitectònic de Catalunya.

## Descripció
Església d'una sola nau amb capelles laterals, realitzada en pedra, carreus i paredat. Presenta contraforts exteriors amb pilars adossats, a l'interior, volta de canó amb llunetes, amb arcs de mig punt i apuntats, de vuit trams. Cor als peus. La portada està situada als peus, arc de deprimit amb dues columnes adossades, una per banda, amb cariàtides que sostenen capitells corintis. Damunt la porta hi ha un medalló de forma ovalada, emmarcat per sumptuoses volutes que representa una escena de la crucifixió. Un altre element, més alt, és una mena de fornícula amb una estrangulació central, a la que sembla mancar-li una imatge.
A l'altar major es pot observar la figura d'un Sant Crist crucificat, de fusta, realitzat al segle xiv.

## Història
Església construïda al segle xviii al lloc ocupat anteriorment per una altra del segle xiii dedicada al mateix Sant en devoció a una relíquia duta a Viena del Delfinat, en terres de França i en atenció a les curacions que li foren atribuïdes del "mal de foc", una epidèmia que causà moltes víctimes. Aquesta plaga originà la creació d'un ordre hospitalari dedicat a tenir cura dels malalts i sembla que el primer establiment peninsular fou el de Cervera. Tant l'hospital com l'església foren protegits pels reis d'Aragó. La vida pacífica de la institució durà fins al segle xv. L'any 1401 entrà en decadència la Casa de Cervera. El segle xviii l'Ordre dels antonians hospitalers de Cervera fou extingida. L'any 1738 es van repartir els béns dels antonians i el règim de l'església va quedar en mans dels capitans de l'administració del Sant Crist.
L'any 1787 es va construir la façana actual, a càrrec dels Administradors del Sant Crist i per això van fer representar damunt el portal el relleu al·lusiu al Sant Crist que s'hi venera, tallat, segons la llegenda per pelegrins angèlics. Les cariàtides de la façana, datades de l'any 1598, procedeixen d'alguna obra anterior. Hi ha també una làpida que conté el text de la consagració de l'església de l'any 1347 amb la relació de les capelles que hi havia en aquella data.